# Dömölki apátság
A dömölki apátság az úgynevezett nemzetségi kolostorok közé tartozott, melyet a fennmaradt oklevelek szerint a Kemenesaljai Váton (Mersevát) birtokos Merse család alapított. Az apátság megalapítása a 12. század végére, a 13. század első felére tehető; melynek kegyúri jogát is hosszú időn át az alapító család gyakorolta.

## Története
A középkorban Dömölk néven említett településen "Szűz Mária tiszteletére" a 12. század végén,13. század elején épült fel a bencés apátság. Valószínűleg II. Béla idején alapították, de  említése korabeli írott forrásban csak 1252-ből való. Ezen 1252. február 18-án Pozsonyban kelt oklevél szerint: „Mersének fiai: Gergely és Fábián, Roland nádor bírói széke elé kísérik Jakab apátot, hogy birtokában, igazában megvédelmezzék Pápának fia Márton ellen.” 
A  kolostor közelében két település is kialakult: jobbágyainak és szolgálóinak faluját Pórdömölknek, később Egyházasdömölknek, a nemesek faluját Nemesdömölknek nevezték. Az apátságban bencés szerzetesek tevékenykedtek. 
A kolostor és temploma lényeges nagy változtatások nélkül állt fenn a késő középkorban. A 16. század elején a kolostor már mint Pannonhalma leányapátsága szerepel. A szerzetesek a kolostort 1560-ban hagyták el. Az egyhajós, félköríves szentélyű templom, amelyhez a nyugati oldalon egy torony csatlakozott romos állapotban maradt fenn a település szélén.
Az egyházi működés a török hódoltság idején szinte teljesen szünetelt, majd az 1681-es országgyűlési törvénycikk nyomán Nemesdömölköt artikuláris helynek jelölték ki, ahol evangélikus templomot építettek.
A bencés apátság újkori újjáéledése már más helyszínen és más körülmények között történt meg.A kolostoregyüttes a máriacelli zarándokutak hatására létesült a 18. század közepén. A 18. század elején az apátságba visszatértek a szerzetesek és a közelben létrehozták Kismáriacellt. A bencés apátság már a 16. század előtt is búcsújáró hely volt, csodatévő hírében álló kegyszobrát a törökök elől elmenekítették. Az ausztriai Máriacellből az ottani kegyszobor másolatát hozta magával Koptik Odó apát, és lendítette fel ezzel újra a hitéletet. A kegytemplomot 1748-ban szentelték fel. Az 1755-ben épült kálvária átadásával vált teljes búcsújáróhellyé; Kiscell apátsági székhellyé lépett elő.
A település 1768-ban sóhivatalt kapott, majd 1790-ben II. Lipót Kiscellt mezővárossá nyilváníttatta. A város egyre inkább benépesült, iparosai, kereskedői, híres vásárai és sóraktára révén hamarosan a környék központja lett. 
A templom, kolostor és kálvária együttes a magyarországi barokk zarándoklatok és az ehhez kapcsolódó bencés szerzetesség egyik legjellegzetesebb emlékcsoportja lett.